# Большая Торзать
Большая Торзать — деревня в Макарьевском районе Костромской области. Входит в Горчухинское сельское поселение.

## Описание
Находится в лесах в 38 км к юго-востоку от Макарьева и почти в 200 км к востоку от Костромы. Расположена между реками Торзать и Павловка вблизи места их слияния.
Имеется грунтовая дорога на запад в деревню Малую Торзать (2 км) и далее к селу Юрово (30 км к юго-западу) — оттуда можно проехать на юг к дорожной сети Нижегородской области или проехать на север через Горчуху и мост на Унже в райцентр.
На начало 2019 года в деревне сохраняются два жилых хозяйства. Объекты инфраструктуры отсутствуют. Ближайшие доступные школа, детский сад, медпункт, магазин находятся в Юрово.
| 2008 | 2010 | 2014 |
| ---- | ---- | ---- |
| 7    | ↘0   | ↗7   |

## История
Первое поселение на месте деревень Большая- и Малая Торзать основано в начале XVIII века Наумом Шулегиным и Макаром Епериным, которые ушли по реке на лодке в глухие леса, чтобы избежать рекрутского набора. Продвижение их по реке было остановлено затором, поэтому деревне дали название Торзать. Через некоторое время рядом появилась вторая деревня. Деревни были обнаружены землемерами лишь в середине XIX века.
В сталинские годы в окрестностях находились лагеря Унжлага. Рядом в деревне Малая Торзать, существовала лаборатория Чернолуховского лесхоза, организации всесоюзного института химизации лесного хозяйства, в 90е директором лаборатории был Мальшуков В. И. 
В 2011 (2010) году в деревне нашли огромное количество брошенных химикатов, которые использовались для проведения экспериментов по их воздействию на леса.